# Distretto di Tolga
Il distretto di Tolga è un distretto della provincia di Biskra, in Algeria, con capoluogo Tolga.